# Erotico profondo
Erotico profondo (Jack the Ripper) è un film del 1976 diretto da Jesús Franco.
Il soggetto è basato sulla storia di Jack lo squartatore, ma la sceneggiatura è per lunghi tratti mutuata da Il diabolico dottor Satana, un film del 1961 diretto dallo stesso Franco, di cui Erotico profondo può considerarsi una sorta di remake.
Tra le idee riprese dal film del 1961, c'è lo sdoppiamento della protagonista femminile, qui interpretata da Josephine Chaplin, che incarna la fidanzata dell'ispettore di polizia, il cui coraggio e la cui curiosità sono decisivi nella soluzione del caso, e insieme la madre dello squartatore, che egli vede in sogno.

## Trama
Un certo dottor Orloff, un distinto membro della società e un medico rispettato, si ritrova spinto dalla sua stessa lussuria e psicosi ad uccidere brutalmente le prostitute locali notte dopo notte. Mentre la furia sanguinosa di Orloff continua (e le voci su "Jack lo Squartatore" iniziano a diffondersi sui giornali e per le strade), la polizia si rende conto di avere per le mani un serial killer ma sembra praticamente impotente nel fermarlo. Nonostante gli sforzi dei migliori uomini di Scotland Yard, l'unica pista che ha la polizia è un "testimone" cieco che è apertamente superstizioso e spesso fa riferimento al soprannaturale. Nel disperato tentativo di adescare e catturare lo Squartatore, la fidanzata del detective capo, Cynthia, si offre volontaria per fingersi una prostituta e si mette nei guai... ( Shaughn Ander, Jack the Ripper (1976), su classic-horror.com. URL consultato il 17 novembre 2023.)

## Edizioni DVD
Il film è stato edito in Svizzera dalla VIP, la casa di produzione di DVD dello stesso Erwin Dietrich, dopo un accurato lavoro di ripulitura del negativo originale. Questa edizione è stata in seguito ripubblicata in vari paesi, tra cui in Italia, edita da Mondo Home Entertainment nel 2007. L'edizione italiana ha mantenuto il titolo originale, relegando nella parte bassa della copertina il titolo italiano. Nel 2022 la Sinister Film ha ristampato in DVD una nuova versione italiana del film con il titolo Erotico profondo, restaurata in alta definizione.